# Gustaf Nilsson (fotbollsspelare född 1997)
Håkan Gustaf Nilsson, född 23 maj 1997 i Falkenberg , är en svensk fotbollsspelare som sedan 2024 spelar för den belgiska klubben Club Brugge.

## Klubbkarriär

### Falkenbergs FF
Nilsson debuterade för Falkenbergs FF den 27 juni 2014 i en träningsmatch mot amerikanska Washington University på Falkenbergs IP. Han debuterade i Allsvenskan den 12 juli 2014 i en 1–1-match mot Mjällby AIF, där han i den 81:a minuten byttes in mot Johannes Vall.
Nilsson gjorde sitt första allsvenska mål för Falkenbergs FF den 20 juli 2014 i en 4–1-hemmavinst över AIK. Han byttes in i den 87:e minuten mot Stefan Rodevåg och gjorde sitt första mål i den 93:e minuten.

### Brøndby IF
Nilsson presenterades i Brøndby i januari 2016 på ett fyraårskontrakt med start sommaren 2016 efter att han tagit studenten i Falkenberg.
Under säsongen 2017/18 var Nilsson utlånad till Silkeborg IF då han hade svårt att få speltid i Brøndby.

### Vejle BK
Den 10 juli 2018 värvades Nilsson av Vejle BK, där han skrev på ett treårskontrakt.

### BK Häcken
I augusti 2019 värvades Nilsson av BK Häcken, där han skrev på ett 3,5-årskontrakt. I augusti 2020 lånades Nilsson ut till Falkenbergs FF.

### Wehen Wiesbaden
I januari 2021 värvades Nilsson av tyska Wehen Wiesbaden, där han skrev på ett kontrakt till sommaren 2023.

### Royale Union Saint-Gilloise
I juli 2022 värvades Nilsson av Belgiska Royale Union Saint-Gilloise, där han skrev på ett kontrakt till sommaren 2025 med option på ett år till. 

### Club Brugge
I juli 2024 lämnade Nilsson för belgiska mästarna Club Brugge för 68 miljoner svenska kronor. Han skrev på ett kontrakt där till mitten av 2028.

## Landslagskarriär
Gustaf Nilsson landslagsdebuterade den 2 september 2014 för Sveriges U19-landslag i en 2–2-match mot Schweiz, där han gjorde båda Sveriges mål. Mellan 2018 och 2023 spelade Nilsson inga matcher för landslaget innan nytillträdde förbundskaptenen Jon Dahl Tomasson tog ut honom i en match mot Portugal samt mot Albanien där han gjorde ett mål i båda matcherna.